# Tadzjikistans historia

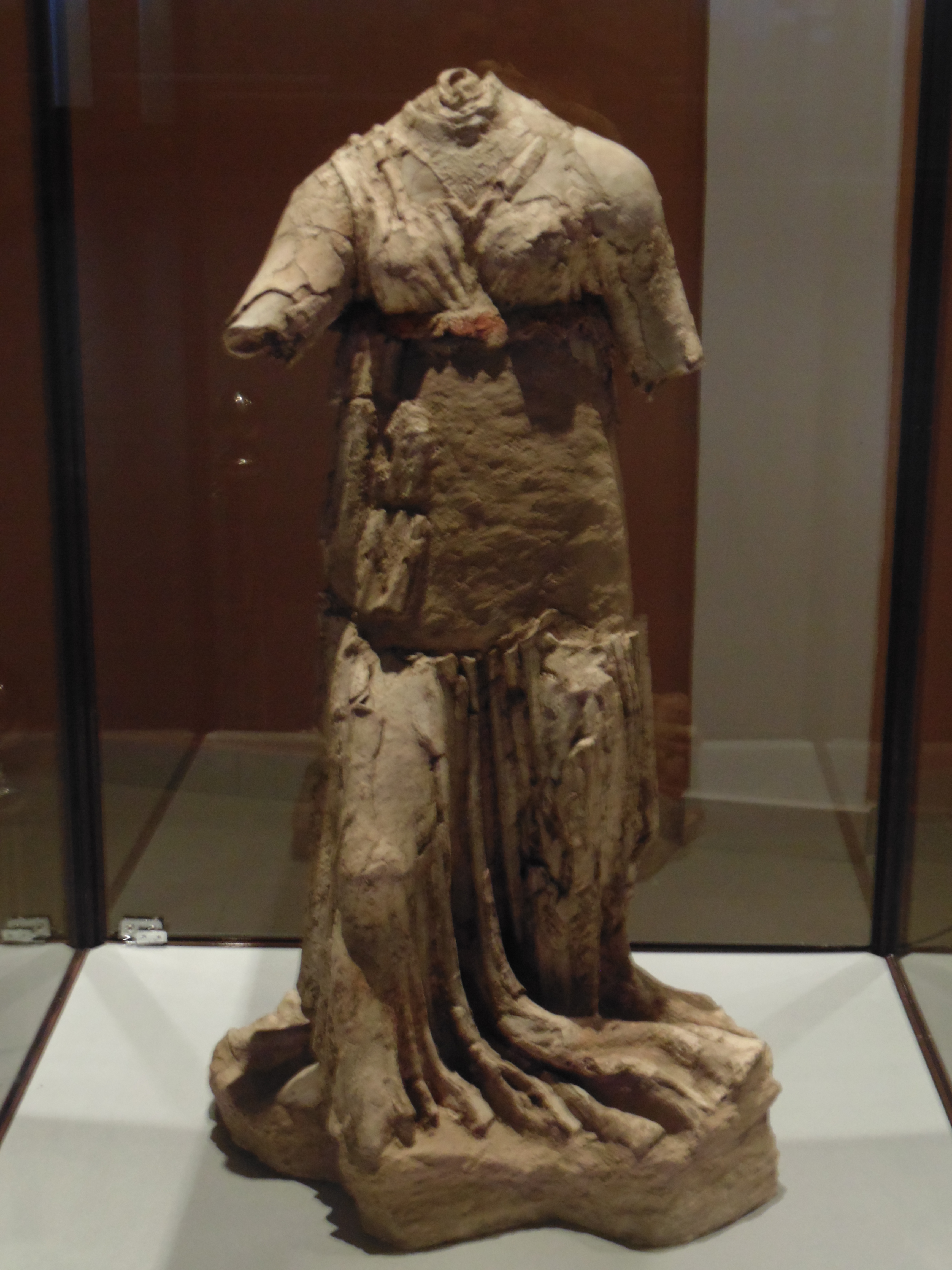
Antik skulptur av en kvinna, Tadzjikistan.

Tadzjikistans historia började med skyterna öster om Kaspiska havet och Aralsjön. Runt 800 f.Kr. styrde sakerna det persiska riket och hette då Sogdiana och omfattade sydöstra Uzbekistan och västra Tadzjikistan. År 329 f.Kr. föll Sogdiana för den grekiske erövraren Alexander den store. Samarkand var den ledande staden och blev en knutpunkt i karavantrafiken mellan Europa och Kina längs Sidenvägen.

## Antiken
Före 500-talet f.Kr. dominerade skyterna den Euroasiska stäppen från Donau i väster till floden Orkhon i Mongoliet. Skyterna talade ett iranskt språk och var historiens första hästburna nomader. Omkring 550 f.K. etablerades den persiska dynastin Akemeniderna under Kyros den store. Persiska riket sträckte sig från Hellesponten i väster till floden Indus i öster. Centrum för det Akemenidiska imperiet låg i Baktrien med huvudstaden Balkh (nuvarande Afghanistan). Kyros och hans efterträdare grundade flera befästa städer i Centralasien för att skydda riket mot invaderande nomader. År 470 f.Kr. invaderade akemeniderkungen Xerxes I Grekland med sin armé. Vid Thermopyle besegrade Xerxes grekerna och kunde inta Aten. En storm sänkte emellertid hälften av persernas skepp och vid det smala sundet vid Salamis kunde inte perserna utnyttja sin överlägsenhet utan drog sig tillbaka till Anatolien.
År 336 f.Kr. blev Alexander den store kung av Makedonien. Alexander tog kontroll över den grekiska armén och vände sig mot öster för att bestraffa och erövra Akemeniderna. Grekerna korsade Hindukushbergen och fortsatte norrut mot Baktrien och Alexander erkändes som härskare.
Alexander grundade staden Alexandria Eschate i Ferghanadalen. Efter Alexanders död 323 tog generalen Seleukos I kontroll över det Persiska riket och grundade en hellenistisk dynasti. Baktrien gick upp i det Grekisk-baktriska kungadömet.

### Sidenvägen
Grekland hade vänt blickarna åt öster och sökte orientens rikedomar. Under Handynastin började Kina expandera och mot Xinjiang i väster. Efter flera fälttåg fick Kina kontroll över Hexikorridoren år 119 f.Kr. Därmed kunde de öppna Sidenvägen norr om Tibet till Ferganadalen och bedriva handel med västerlandet.

### Baktrien
Området var länge en del av det persiska riket och hette då Sogdiana som omfattade sydöstra Uzbekistan och västra Tadzjikistan. Samarkand var den ledande staden och blev en knutpunkt i karavantrafiken mellan Europa och Kina längs Sidenvägen. År 329 f.Kr. föll Samarkand för den grekiske erövraren Alexander den store. Nästa statsbildning i området var Kushana med huvudstad nära Kabul och sträckte sig från nuvarande Tadzjikistan till Pakistan och norra Indien.

## Medeltiden

### Arabisk erövring
Umayyadernas fältherre Qutayba ibn Muslim errövrade Transoxanien i början på 700-talet och införde Islam som statsreligion. År 875 gav kalifen i Bagdad provinsen Transoxanien som förläning till Nasr ibn Ahmad av ätten samaniderna som räknas som en tadzjikisk dynasti. Med huvudstad i Buchara kom samaniderna att regera fram till år 999. De stimulerade utvecklingen av en tadzjikisk litteratur.

### Turkisk erövring
På 1000-talet splittrades samaniderna och de turkiska Karakhaniderna  invaderade Transoxanien. Även Karakhaniderna splittrades och Transoxanien styrdes av Kara-Khitan från år 1124. I slutet på 1100-talet besegrades Kara-Khitan av Khwarezmiderna.

### Mongolisk erövring
År 1219 invaderades Transoxanien av mongolhövdingen Djingis Khan och året därpå plundrades och brändes Buchara och Samarkand. Mongolerna styrde över Centralasien till 1294. Timur Lenk, född i Sjachrisabz på gränsen mellan Uzbekistan och Tadzjikistan ville återupprätta Mongolväldet och påbörjade ett fälttåg 1363 och erövrade Samarkand och Balkh i norra Afghanistan. 1369 härskade han över större delen av Centralasien och han tog Samarkand till huvudstad. Hantverkare från olika delar av riket byggde Samarkand till en av världens praktfullaste städer.
Efter Timur Lenks död 1405 styrdes Uzbekistan och Tadzjikistan av Timuriderna till 1506. Därefter ingick länderna i khanatet Buchara.

## Modern tid

### Uzbekisk erövring
Uzbeken Muhammad Shaybani erövrade Buchara 1506 och upprättade Khanatet Buchara som omfattade Transoxanien och västra delen av Kina. Buchara blev ett kulturellt centrum i Centralasien. Shaybanidynastin reformerade allmän utbildning och startade koranskolor där man kunde studera teologi, aritmetik, juridik, logik, musik och poesi i 21 år. 1785 övergick makten till turkmener och Bucharariket blev ett emirat.

### Det stora spelet
I början av 1800-talet uppkom en maktkamp mellan Storbritannien och Kejsardömet Ryssland om inflytandet i Centralasien, det stora spelet. Det började 1813 med freden i Gulistan då Persien förlorade sina territorier i Kaukasus. På 1860-talet tog tsarryska trupper kontroll över khanaten, som infogades i generalguvernementet Turkestan. Turkestan blev en bomullsproducent till den ryska textilindustrin och järnvägar byggdes för att transportera råvaran till centrala Ryssland.

### Sovjetisk delrepublik
Flera uppror mot den ryska kolonialmakten förekom. Störst omfattning fick resningen 1916, då man över hela ryska Centralasien vände sig mot att den manliga befolkningen hade beordrats till arbete i Rysslands krigsindustri. Upproret, under vilket många ryssar mördades, slogs ner med hårda metoder, och omkring 450 000 nomader flydde över gränsen till Kina. Efter den ryska revolutionen 1917 blev Tadzjikistan en del av Sovjetunionen.
Röda armén fick inte kontroll över landet förrän 1921 då det blev en del av Sovjetunionen, inom Turkestanska ASSR i Ryska SFSR. År 1924 bildades Tadzjikiska ASSR inom Uzbekiska SSR; först 1929 blev Tadzjikistan en egen sovjetrepublik, Tadzjikiska SSR.

## Självständighet
Tadzjikistan utropade sin självständighet den 9 september 1991. 

### Inbördeskrig

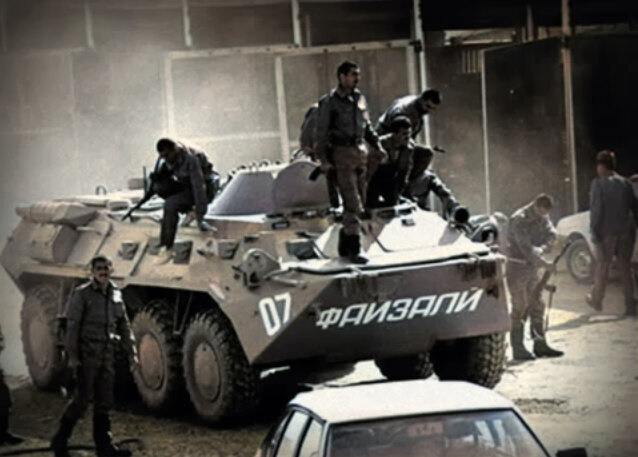
Spetsnaz trupper under inbördeskriget 1992

Demonstrationer utbröt mot lokala ledare från kommunistpartiet. I maj 1992 utbröt inbördeskrig mellan den Moskvastödda regeringsarmén och en allians mellan islamister och nationalister. Men det var också en konflikt mellan stad och land och mellan klaner och folkgrupper. De värsta striderna rasade 1992 och 1993. Närmare 50 000 människor dödades och närmare en miljon blev flyktingar i eller utanför landet. 1994 lyckades FN få igång fredssamtal, vilket ledde till vapenstillestånd. I juni 1997 tog inbördeskriget slut. En nationell försoningskommission inrättades med målet att införliva oppositionen i de politiska och militära institutionerna.

### 2000-talet
I presidentvalet 1999 valdes Emomaly Rahmon, officiellt med 97 % av rösterna, men både oppositionen och OSSE ifrågasatte valresultatet. Försoningsprocessen råkade i svårigheter och 2007 inträffade flera attentat. Svåra vintrar medförde matbrist och gasförsörjningen från Uzbekistan ströps på grund av Tadzjikistans växande skulder. Parlamentsvalet 2010 innebar åter en storseger för Folkets demokratiska parti under ledning av Rahmon.